# Ajoen
Ajoen (4,5,9-tritiododeka-1,6,11-trieno-9-tlenek) – organiczny związek chemiczny występujący w czosnku. Stanowi bezwonny produkt rozpadu alliiny. Jest zaliczany do substancji przeciwrakowych. Stosowany jest jako środek bakteriostatyczny. Swoją sławę zawdzięcza antykrzepliwym, antybiotycznym właściwościom oraz zdolności do obniżania poziomu cholesterolu. Jest silnym inhibitorem agregacji płytek krwi, ponadto wzmaga podobne działanie prostacykliny, forskoliny i innych substancji antyagregacyjnych. Hamuje syntezę tromboksanu A2 poprzez wpływ na cyklooksygenazę. Poza tym, indukuje apoptozę i zatrzymuje proliferację leukemicznych komórek nowotworowych.